# 安庆西站
安庆西站位于中华人民共和国安徽省安庆市怀宁县茶岭镇境内，是合安九客运专线上的一座车站，2021年12月30日启用。

## 车站结构
安庆西站新建2台6线，以及岛式中间站台2座。